# Doddahasala, Kolar
Doddahasala là một làng thuộc tehsil Kolar, huyện Kolar, bang Karnataka, Ấn Độ.